# Lie to Me (chanson de Mikolas Josef)
Pour les articles homonymes, voir Lie to Me (homonymie).
Chansons représentant la Tchéquie au Concours Eurovision de la chanson
My Turn
(2017) Friend of a Friend
(2019)
Lie to Me (« Mens-moi ») est une chanson écrite et interprétée par le chanteur tchèque Mikolas Josef. Elle est sortie en numérique le 19 novembre 2017.
C'est la chanson représentant la Tchéquie au Concours Eurovision de la chanson 2018, où elle s'est qualifiée pour la finale, terminant sixième, ce qui en fait le meilleur classement de la Tchéquie à l'Eurovision depuis sa première participation. Elle est intégralement interprétée en anglais, et non en tchèque, le choix de la langue étant libre depuis 1999.

## Concours Eurovision de la chanson
Le 8 janvier 2018, Mikolas Josef a été annoncé comme étant l'un des six candidats pour la sélection nationale tchèque. Après la clôture de la période de vote, Mikolas Josef a été proclamé vainqueur du vote du jury le 23 janvier. Le 29 janvier, Lie to Me a remporté la finale nationale et sera ainsi la chanson représentant la Tchéquie au Concours Eurovision de la chanson de 2018.
Lors de la première demi-finale le 12 mai 2018, Lie to Me est la 5e chanson interprétée sur 19 suivant A Matter of Time de la Belgique et précédant When We're Old de la Lituanie. Elle s'est qualifiée pour la finale en se terminant troisième parmi les dix chansons les mieux classées.
Lie to Me est la 14e chanson interprétée lors de la finale, après Mercy de la France et avant Higher Ground du Danemark. À l'issue de la soirée, la chanson s'est classée 6e sur 26 avec 281 points, incluant 66 points des jurys et 215 points des télévotes.

## Liste des pistes
| 1. | Lie to Me | 2:50 |

## Classements

### Classements hebdomadaires
| Classement (2018)               | Meilleure position |
| ------------------------------- | ------------------ |
| Allemagne (Media Control AG)    | 29                 |
| Autriche (Ö3 Austria Top 40)    | 9                  |
| Belgique (Flandre Ultratip 100) | 34                 |
| Écosse (OCC)                    | 56                 |
| Espagne (PROMUSICAE)            | 39                 |
| France (SNEP)                   | 122                |
| Grèce Digital Singles (IFPI)    | 17                 |
| Portugal (AFP)                  | 82                 |
| Tchéquie (IFPI Rádio)           | 59                 |
| Tchéquie (IFPI Singles Digitál) | 2                  |
| Suède (Sverigetopplistan)       | 21                 |
| Royaume-Uni (UK Download Chart) | 53                 |
| Royaume-Uni (UK Indie Chart)    | 47                 |

## Historique de sortie
| Région / Pays | Date             | Format                   | Label       |
| ------------- | ---------------- | ------------------------ | ----------- |
| Monde entier  | 19 novembre 2017 | Téléchargement numérique | Indépendant |